# La carica dei 101 - Questa volta la magia è vera
La carica dei 101 - Questa volta la magia è vera (101 Dalmatians) è un film del 1996 diretto da Stephen Herek. È un remake in live action del film d'animazione La carica dei cento e uno (1961), co-prodotto dalla Great Oaks Entertainment e dalla Walt Disney stessa.
Il film, nonostante le recensioni miste ed un non facile confronto con l'originale della Disney, ebbe un buon successo commerciale e divenne in breve tempo un classico del suo genere, oltre ad uno dei remake live-action di maggior successo di sempre. A interpretare il ruolo della celebre cattiva Disney Crudelia De Mon fu Glenn Close che ottenne una candidatura ai Golden Globe e contribuì ad ampliare la sua fama di Crudelia De Mon, la "cattiva" del cinema.

## Trama
Londra, 1996. Rudy Dearly è un progettista di videogiochi, che vive da solo col suo dalmata Pongo; l'uomo sta lavorando a un nuovo videogioco, ma non gli sorride il successo, perché l'azienda a cui lo propone lo ritiene poco interessante. Anita è invece la promettente disegnatrice di un'azienda di alta moda, guidata da una donna malvagia, ricchissima, eccentrica e altezzosa, Crudelia De Mon; anche Anita vive da sola con la sua dalmata Peggy, ma a lei il lavoro va bene, perché Crudelia la tiene molto in considerazione in virtù del suo talento. La vista di uno studio di Anita per un mantello maculato e l'ossessione di Crudelia per le pellicce la portano a sragionare: impone di ridisegnare l'intera collezione progettata per quell'anno e manifesta inoltre il desiderio di indossare quel capo, facendo eccentricamente notare ad Anita che sarebbe come se indossasse "il suo cane"; dopo questa affermazione, Anita rimane sconvolta e allora Crudelia scoppia a ridere istericamente facendo anche il verso del cane per tormentare ancora di più Anita.
Pongo, aspettando Rudy per una passeggiata al parco, scambia lo sguardo con Peggy, che passa per caso insieme ad Anita, anche lei diretta al parco. Appena salito sulla bicicletta, Rudy perde il controllo di Pongo, che non resiste all'idea di approcciare Peggy; dopo una corsa rocambolesca, l'uomo finisce nello stagno del parco. Anita vede per caso Pongo, e Rudy scambia Peggy per il suo cane e tenta di portarselo a casa. Anita a questo punto blocca Rudy, ma dopo una constatazione amichevole e le scuse d'obbligo è la volta di Peggy di "trainare" la bicicletta di Anita, che a sua volta finisce nello stagno.
A casa di Rudy, tra lui e Anita scatta una travolgente scintilla d'amore, come per i due dalmata. I due umani si sposano e vanno a vivere in una nuova casa a Londra. Anita rimane incinta e anche la cagnetta Peggy avrà presto dei cuccioli, che al momento della nascita sono 15.
Tutto sembra procedere serenamente e per il meglio, quando la perfida Crudelia De Mon viene a sapere del matrimonio e ne rimane contrariata, perché ritiene Rudy un perdente e il suo lavoro uno spreco di tempo, e in più disprezza l'idea che qualcosa possa distrarre Anita dalla sua carriera. Nel frattempo, due scalcagnati delinquenti, Gaspare e Orazio, le consegnano una pelliccia, ricavata da una tigre siberiana rubata dallo Zoo di Londra ed uccisa da Scortikon, un losco bracconiere che da giovane è stato azzannato alla gola da un cane, perdendo la capacità di parlare. I 15 cuccioli vengono al mondo e sopraggiunge Crudelia, intenzionata ad acquistarli. Al rifiuto di Anita e Rudy, ella licenzia Anita e se ne va infuriata.
Nonostante la loro scarsa competenza, Gaspare ed Orazio riescono a rapire i cuccioli, approfittando dell'assenza di Rudy, Anita, Pongo e Peggy per introdursi in casa e sopraffare la governante Nilla. La polizia viene chiamata e cerca di fare il possibile, ma Peggy e Pongo, aiutati da tutti i cani della città e della campagna, fuggono da casa e iniziano a cercarli.
Gaspare e Orazio si sono rifugiati nella vecchia villa dei De Mon, nelle campagne, assieme agli altri cuccioli di dalmata che hanno rubato e il cui conto assomma a 99 cagnolini. Con l'aiuto di alcuni animali selvatici, i cuccioli eludono la sorveglianza di Gaspare e Orazio, li mettono fuori combattimento e fuggono in una fattoria, dove i loro genitori sono stati chiamati ad aspettarli. Intanto, Crudelia giunge a villa De Mon e intima con rabbia ai due malviventi di recuperare gli animali, mettendosi lei stessa alla loro ricerca. Skortikon, arrivato a villa De Mon per scuoiare i cuccioli, dà la caccia a Lucky, uno dei figli di Pongo e Peggy, ma viene sconfitto da un cane intervenuto in suo soccorso. Giunge la polizia, risalita ai De Mon a partire dalle indagini sulla tigre siberiana, e lo arresta.
Perduto il loro sgangherato camion a causa delle manomissioni da parte degli animali e all'incendio del sistema di riscaldamento, Gaspare e Orazio cercano da soli la stalla dove si sono rifugiati i dalmata, ma come ultima disavventura rimangono fulminati da un cavo elettrificato; incappati nella pattuglia di ritorno da villa De Mon, intirizziti dal freddo e scoraggiati dalle disavventure, si danno per sconfitti e si fanno arrestare, beandosi quantomeno del caldo del furgone cellulare.
Nel frattempo Crudelia, ignara di tutto ciò, segue le tracce dei cuccioli e giunge alla fattoria. Qui, alla caccia dei cuccioli all'interno della stalla, incappa in una serie di trappole degli animali della fattoria che le fanno cascare un suino addosso, fanno cadere lei stessa in una cisterna di melassa e la fanno catapultare da un cavallo nel letame dei maiali. La polizia, seguendo sulla neve le orme dei cuccioli e dell'auto di Crudelia, la raggiunge e arresta anche lei; all'interno del furgone della polizia, come colpo finale, Crudelia e i suoi scagnozzi vengono spruzzati da una puzzola che la prima ha scambiato per la sua borsa. I poliziotti riportano dunque tutti i dalmata a Londra. Di comune accordo, dal momento che gli 84 cuccioli rapiti da Gaspare e Orazio prima di introdursi a casa Dearly non hanno un padrone e che sarebbero finiti in canile, Rudy e Anita li adottano tutti: contando anche Pongo e Peggy, si trovano ad avere quindi cento e uno cani dalmata.
Ispirato dalle vicende, Rudy modifica il videogioco su cui lavorava dall'inizio del film. Il problema, stando al recensore (un ragazzino), era l'antagonista poco carismatico, perciò Rudy ne modella uno sulle fattezze di Crudelia De Mon, trasforma i cuccioli di dalmata nei protagonisti e riesce finalmente a vendere il gioco. Il film si conclude un anno dopo, con i coniugi Dearly, la loro figlioletta di un anno e Nilla, circondati da tantissimi cani dalmata, in una casa più grande, comprata in campagna, con Anita che annuncia a Rudy di essere di nuovo incinta.

## Produzione

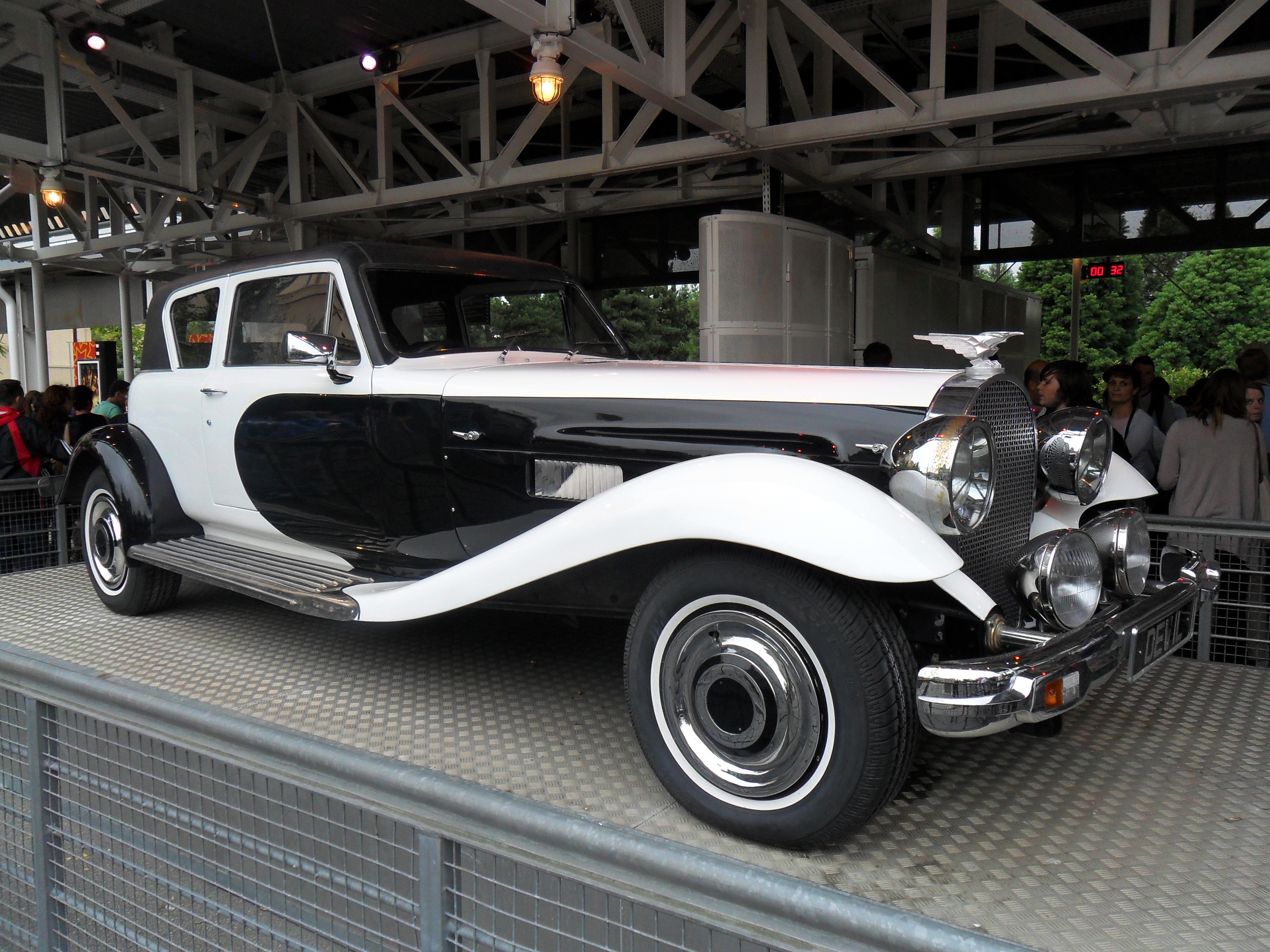
La Panther De Ville coupé di Crudelia De Mon

Le riprese del film si svolsero dal 22 ottobre 1995 al 21 gennaio 1996.
Le creature animatroniche utilizzate nel film sono fornite dal Creature Shop di Jim Henson. Il produttore Edward S. Feldman ha garantito l'adozione di ogni cucciolo utilizzato nel film. Nel corso delle riprese sono stati utilizzati oltre 300 cuccioli dalmata, perché "potevamo usarli solo quando avevano 5 o 6 settimane e erano nel loro aspetto più carino".
Le riprese si sono svolte agli Shepperton Studios di Londra, dove si ricordano: Minster Court a Londra, per l'esterno della boutique House of De Vil; e Sarum Chase ad Hampstead; per l'esterno della casa di Crudelia;
John Hughes, che ha scritto la sceneggiatura del film, si è rivolto a Glenn Close per il ruolo di Crudelia de Mon, ma lei inizialmente ha rifiutato. Il costumista del film Anthony Powell, che stava lavorando con l'attrice nello spettacolo di Broadway Sunset Boulevard, la convinse a accettarlo. L'auto di Crudelia è una Panther De Ville modificata del 1976.

### Scene eliminate
Vi sono alcune sequenze tagliate nella versione definitiva del film di cui si possono però trovare delle foto su Internet o vedere brevemente in alcuni trailer:
- Dopo aver ricevuto la pelliccia di tigre siberiana, Crudelia si volta verso Orazio chiedendogli cosa gli succedesse e lui in preda alla paura inciampa sul vassoio con il tè e poi consegna a Gaspare un assegno.
- Una scena in cui Crudelia, in pigiama, nel suo letto e con i bigodini in testa, parla al telefono con Anita dopo aver appreso della notizia del rapimento dei cuccioli dal giornale.
- Poco prima che essa scenda nel fienile, le galline rovesciano delle uova addosso a Crudelia. Questo taglio crea un errore nella scena successiva, in quanto lei arriva direttamente nel fienile con inspiegabilmente un guscio d'uovo rotto sulla testa e con l'impressione che si vedessero i veri capelli biondi dell'attrice.

## Riconoscimenti
- 1997 - Golden Globe
  - Nomination Migliore attrice in un film commedia o musicale a Glenn Close
- 1997 - Premio BAFTA
  - Nomination Miglior trucco a Lynda Armstrong, Martial Corneville, Colin Jamison e Jean-Luc Russier
- 1997 - Saturn Award
  - Nomination Miglior attrice non protagonista a Glenn Close
- 1997 - Critics' Choice Movie Award
  - Nomination Miglior film per la famiglia
- 1996 - Satellite Award
  - Nomination Miglior attrice in un film commedia o musicale a Glenn Close
- 1997 - BMI Film & TV Award
  - Miglior colonna sonora a Michael Kamen
- 1997 - Blockbuster Entertainment Awards
  - Miglior attore/attrice in un film per la famiglia a Glenn Close
- 1997 - Kids' Choice Award
  - Miglior star animale
- 1997 - Young Artist Award
  - Nomination Miglior film commedia o musicale per la famiglia

## Distribuzione
Uscito nei cinema statunitensi il 27 novembre 1996, il film viene distribuito nei cinema italiani il 5 marzo 1997.

### Edizione italiana
L'edizione italiana del film è stata curata da Francesco Vairano, direttore del doppiaggio e anche autore di dialoghi, con l'assistenza di Roberta Schiavon e con la supervisione di Laura Lanzoni. Il doppiaggio italiano, invece, fu eseguito dalla Sefit-CDC con la partecipazione della Dea 5.

#### Edizione home video
In Italia, il film è stato distribuito in VHS dalla Disney Video nel novembre 1997. Nel novembre 2001 il film è uscito anche in DVD.

## Accoglienza

### Incassi
La carica dei 101 - Questa volta la magia è vera uscì negli Stati Uniti il 27 novembre 1996 mentre la prima britannica del film si tenne il 4 dicembre 1996 alla Royal Albert Hall di Londra.
Ha incassato $ 136,2 milioni in Nord America e $ 320,7 milioni in tutto il mondo.

### Critica
Su Rotten Tomatoes, il film ha un indice di gradimento del 39% e una valutazione media di 5,3/10, basata su 36 recensioni. Il consenso critico del sito recita: "Ottima interpretazione di Gleen Close a parte, La carica dei 101 è un remake blando e inutile." Su Metacritic il film ha un punteggio medio ponderato di 50 su 100, basato su 20 critici, indicando "recensioni miste o medie".

## Controversie
Le organizzazioni per i diritti degli animali hanno protestato contro l'uscita del film, affermando che le vendite dei dalmata sono aumentate vertiginosamente dopo la prima, alimentate dagli acquisti impulsivi di cuccioli da parte dei genitori per i loro figli. Essendo mal preparati a prendersi cura di una razza di cane relativamente difficile dopo la cucciolata, molti di questi nuovi proprietari alla fine hanno ceduto i loro animali ai rifugi, dove molti cani sono finiti per essere soppressi.

## Sequel
Il film ha avuto un sequel nel 2000, sempre con Glenn Close.